# Jack Nichols
Jack Edward Nichols (ur. 9 kwietnia 1926, zm. 24 grudnia 1992 w Palm Springs) – amerykański koszykarz, występujący na pozycjach silnego skrzydłowego raz środkowego, mistrz NBA z 1957 roku.
W 1948 roku ustanowił strzelecki rekord konferencji Pacific Coast NCAA, notując podczas jednego ze spotkań (przeciw Idaho) 48 punktów.
W 1958 roku ukończył Tufts Dental School, zostając dentystą. Pracował jako stomatolog drużyn University of Washington oraz Seattle SuperSonics.

## Osiągnięcia
Na podstawie, o ile nie zaznaczono inaczej.
NCAA
- Uczestnik turnieju NCAA (1948)
- Mistrz sezonu regularnego konferencji Pacific Coast (PCC – 1944, 1948)
- Zaliczony do:
  - II składu All-American (1948)
  - I składu All-PCC (1944–1948)
  - Pac-12 Hall of Honor

NBA
- Mistrz NBA (1957)
- Wicemistrz BAA/NBA (1949, 1958)